# Чемпионат мира по софтболу среди мужчин 1976
4-й чемпионат мира по софтболу среди мужчин 1976 проводился в городе Лоуэр-Хатт (Новая Зеландия) с 31 января по 8 февраля 1976 года с участием 7 команд. В Новой Зеландии чемпионат проводился впервые.
Из-за ливневого дождя, сделавшего проведение полуфинала и финала в последний день невозможным, чемпионами мира (на данный момент единственный раз в истории чемпионатов) были объявлены сразу три команды, вышедшие в полуфинал и финал — сборные Канады, США и сборная Новой Зеландии (соответственно стали чемпионами 2-й, 3-й и 1-й раз в своей истории).

## Итоговая классификация
| Место | Команда          | И  | В  | П  |
| ----- | ---------------- | -- | -- | -- |
| 1     | Канада           | 14 | 11 | 3  |
| 1     | США              | 14 | 12 | 2  |
| 1     | Новая Зеландия   | 13 | 10 | 3  |
| 4     | Япония           | 14 | 6  | 8  |
| 5     | Китайский Тайбэй | 12 | 3  | 9  |
| 6     | Гуам             | 12 | 2  | 10 |
| 7     | ЮАР              | 12 | 1  | 11 |